# Maison de Ian Fleming à Londres
Pour les articles homonymes, voir Ian Fleming (homonymie) et Londres (homonymie).
La maison de Ian Fleming à Londres est une demeure néo-classique du 22B Ebury Street (en) du quartier Belgravia de la Cité de Westminster du Grand Londres en Grande Bretagne. Le célèbre écrivain britannique Ian Fleming (1908-1964) y vécut de 1936 à 1941, auteur de la série de roman d'espionnage James Bond 007. La demeure est classée Grade II, et labellisée d'une blue plaque de l'English Heritage depuis 1996,.  

## Historique

### Ian Fleming

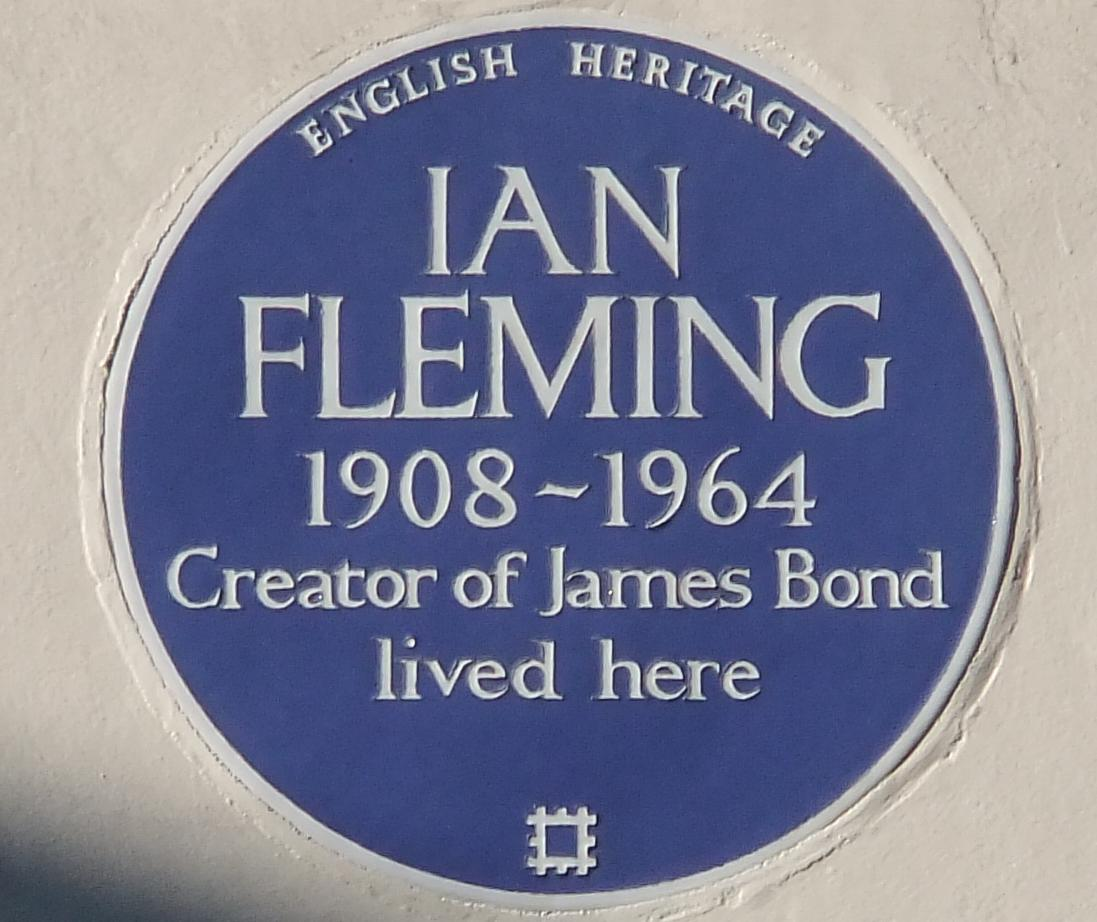
Blue plaque de l'English Heritage.

Après avoir quitté l'Académie royale militaire de Sandhurst, Ian Fleming s’installe en 1936, à l'âge de 28 ans, à cette adresse, dans un des appartements de cette ancienne église des années 1830,, à proximité de la gare de Londres-Victoria et du palais de Buckingham. Il travaille alors quelque temps (en tant que fils de banquier) à la Cité de Londres comme courtier agent de change. Il quitte les lieux en 1941, au début de la Seconde Guerre mondiale, à laquelle il participe en tant qu'officier du renseignement militaire de la Naval Intelligence Division (NID) (en)), avant de devenir journaliste-romancier après la guerre, et de créer en 1953 son célèbre personnage agent secret britannique James Bond 007 (partiellement inspiré de sa propre vie). Une inscription en latin au dessus de la porte d'entrée de la demeure dit « Le très honorable vicomte Milton a posé la première pierre de cet édifice le 14 mai 1820. Que le Saint-Esprit dirige cette tâche, entreprise pour l'instruction des garçons dans la foi du Christ et dans les arts moraux et littéraires. ».

## Quelques autres lieux de vie de Ian Fleming
- Manoir de Dalness en Écosse
- White Cliff Cottage dans le Kent
- Goldeneye (Jamaïque)